# Irma Lozano
Susana Irma Lozano González (née le 24 août 1944 à Monterrey et morte le 21 octobre 2013 à Mexico) était une actrice mexicaine.

## Filmographie

### Telenovelas
- 2008-2009 : Un gancho al corazón : Teresa García
- 2007-2008 : Palabra de mujer : Carlota Álvarez y Junco
- 2007 : Destilando amor : Constanza Santos de Montalvo
- 2006 : La verdad oculta : Dora Ramírez
- 2004-2005 : Misión S.O.S Aventura y amor : Clemencia Martínez
- 2001 : La intrusa : Laura Rivadeneira
- 2000-2001 : Carita de ángel : Altagracia Lemus Viuda de Rivera
- 1999 : El niño que vino del mar : Pilar Serrano
- 1996 : Marisol : Sofía Garcés del Valle
- 1996 : Morir dos veces : Carmen
- 1990-1991 : Amor de nadie : Betty
- 1989-1990 : Balada por un amor : Leonora Mercader
- 1989 : Mi segunda madre : María
- 1987-1988 : Rosa salvaje : Paulette Montero de Mendizábal
- 1986-1987 : Pobre juventud : Josefina
- 1985-1986 : Vivir un poco : Rosa Merisa Obregón
- 1983-1984 : Amor ajeno : Déborah de la Serna
- 1980-1981 : Caminemos : Evelia
- 1979 : Honrarás a los tuyos : Toña
- 1979 : Lágrimas negras
- 1974-1977 : Mundo de juguete : Hermana Rosario
- 1973-1974 : El honorable señor Valdez : Martha
- 1972 : El carruaje : Raquel
- 1971-1973 : El amor tiene cara de mujer : Matilde Suárez
- 1970 : Yesenia : Luisa "Luisita"
- 1970 : La gata : Vickie Suárez
- 1969 : Un color para tu piel : Virginia
- 1969 : La familia
- 1968 : Juventud divino tesoro : Titina
- 1968 : Rubí : Maribel
- 1968 : Felipa Sánchez, la soldadera : Lolita
- 1967 : Angustia del pasado
- 1967 : Anita de Montemar : Alicia Miranda de Montemar
- 1967 : El juicio de nuestros hijos
- 1966 : Los medio hogares : Marisa
- 1966 : María Isabel : Rosa Isela/Graciela
- 1966-1967 : El derecho de nacer : Anita
- 1966-1967 : El medio pelo : Aurorita Pérez García
- 1965 : Las abuelas
- 1964 : El dolor de vivir : Bertha
- 1964 : Historia de un cobarde
- 1963 : Madres egoístas
- 1963 : La culpa de los padres

### Cinéma
- 1965 : Gigantes planetarios
- 1967 : Adiós cuñado!
- 1967 : Don Juan 67
- 1968 : María Isabel : Graciela Pereira
- 1968 : Los amores de Juan Charrasqueado
- 1968 : El día de la boda : Martha
- 1968 : Tout pour rien (Todo por nada) d'Alberto Mariscal : Graciela
- 1968 : Las Posadas
- 1969 : Modisto de señoras
- 1969 : Tápame contigo
- 1969 : La rebelión de las hijas
- 1969 : Confesiones de una adolescente
- 1970 : Rosas blancas para mi hermana negra
- 1970 : Cruz de amor : Marisol
- 1970 : Lo que más queremos
- 1971 : Yesenia : Luisa "Luisita"
- 1972 : Los perturbados
- 1972 : El Medio pelo : Aurorita Pérez García
- 1973 : Sangre derramada
- 1973 : El hombre desnudo
- 1979 : La niña de la mochila azul : Professeur
- 1979 : El secuestro de los cien millones
- 1979 : Benjamín Argumedo el rebelde
- 1981 : El robo imposible
- 1981 : ¡El que no corre... vuela!
- 1991 : Federal de narcóticos (División Cobra)

### Mise en scène
- 1986 : Monte calvario : mise en scène adjointe
- 1989 : Mi segunda madre : dialoguiste

### Séries télévisées
- 1971 : Los jovenazos
- 2011 : Como dice el dicho
- 2010 : Mujeres asesinas 3 : Maggie, Pensionada ; Mercedes
- 2008 : La rosa de Guadalupe : Carito
- Corazón robado : Evangelina
- Mujer, casos de la vida real (différents épisodes)